# Dangerous and Moving
Dangerous and Moving es el segundo álbum de estudio (en idioma inglés) del dúo ruso t.A.T.u.. El álbum fue lanzado al mercado el 5 de octubre de 2005 en Japón, el 10 de octubre en Rusia, el 11 de octubre en Norteamérica y Europa y en Latinoamérica el 14 de octubre del mismo año.
El álbum fue grabado íntimamente en  Los Ángeles, Londres y Moscú. La producción de este álbum estuvo a cargo de Sergio Galoyan, Boris Rensky y Trevor Horn entre otros, y cuenta con las participaciones especiales de Sting, Richard Carpenter, The Veronicas.

## Información
La primera parte fue grabada en agosto de 2004 en Moscú, donde sólo Lena grabó temas como  "Cosmos", "Sacrifice" (un demo con Claire Guy) y demos como "All My Love", "I Know", "Ya Hochu sama" (demo que luego se convertiría en Obezyanka Nol, partiendo de esta dos versiones más: Obezyanka Nol con instrumental de Ya Hochu Sama y Obezyanka Nol grabado en Los Ángeles), "One Love" and "You" ("I Miss You"). La segunda grabación fue en enero-abril de 2005 en Los Ángeles con "Sacrifice", "Perfect Enemy" y el demo de "We Shout" titulado "Reach Out". En estas últimas demos finalmente Julia retoma las grabaciones luego de una recuperación vocal debido a su grave desgaste en las cuerdas vocales y una licencia por maternidad.
La canción "All about us" y este disco lograron premios como MTV Trl Iitaly, MuzTV Awards, y premios MTV rusos, obteniendo el galardón de oro en México y Taiwán y el de Platino en Rusia por sus respectivas ventas.

## Lista de canciones
| N.º | Título                                    | Letras                                                               | Música                                             | Duración |  |
| 1.  | «Dangerous and Moving (Intro)»            |                                                                      | Ivan Shapovalov                                    | 0:49     |  |
| 2.  | «All About Us»                            | Josh Alexander, Billy Steinberg, Jessica Origliasso, Lisa Origliasso | Alexander, Steinberg, J. Origliasso, L. Origliasso | 2:59     |  |
| 3.  | «Cosmos (Outer Space)»                    | Valeriy Polienko, Leonid Aleksandrovskiy, Martin Kierszenbaum        | Sergio Galoyan                                     | 4:11     |  |
| 4.  | «Loves Me Not»                            | Ed Buller, Andy Kubiszewski                                          | Buller, Kubiszewski                                | 2:55     |  |
| 5.  | «Friend or Foe»                           | Kierszenbaum, David Stewart                                          | Kierszenbaum, Stewart                              | 3:08     |  |
| 6.  | «Gomenasai»                               | Kierszenbaum                                                         | Kierszenbaum                                       | 3:42     |  |
| 7.  | «Craving (I Only Want What I Can't Have)» | Lisa Lindley Jones                                                   | Lindley Jones                                      | 3:50     |  |
| 8.  | «Sacrifice»                               | Kierszenbaum                                                         | Galoyan, Kierszenbaum                              | 3:09     |  |
| 9.  | «We Shout»                                | Pasha Nekkermann, Polienko, Aleksandrovskiy, Kierszenbaum            | Nekkermann                                         | 3:02     |  |
| 10. | «Perfect Enemy»                           | Polienko, Kierszenbaum, T.A. Music                                   | Galoyan                                            | 4:11     |  |
| 11. | «Обезьянка ноль»                          | Polienko                                                             | Andréi Pokutniy, Vladimir Adarichev                | 4:25     |  |
| 12. | «Dangerous and Moving»                    | Polienko, Aleksandrovskiy, Kierszenbaum, T.A. Music                  | Shapovalov                                         | 4:35     |  |

| Pista adicional (Ediciónes Europa, Latinoamérica, Australia, Japón) |                  |                        |         |          |  |
| N.º                                                                 | Título           | Letras                 | Música  | Duración |  |
| 13.                                                                 | «Вся моя любовь» | Polienko, Kierszenbaum | Galoyan | 5:50     |  |

| Pistas adicionales (Edición Japón) |                 |                     |                     |          |  |
| N.º                                | Título          | Letras              | Música              | Duración |  |
| 14.                                | «Люди-инвалиды» | Polienko            | Shapovalov          | 4:35     |  |
| 15.                                | «Divine»        | Alias, Kierszenbaum | Alias, Kierszenbaum | 3:17     |  |

- La edición japonesa fue entregada con un DVD que incluye el Video musical y el Making de "All About Us", el video de "Dangerous And Moving", remixes, y un pack con sonidos de los miembros de la banda.
- La edición taiwanesa, edición limitada, con un DVD idéntico al de la versión japonesa, el piano de Gomenasai y el sticker del dúo.
- La edición mexicana Deluxe fue entregada con un DVD que incluye el Video musical y el Making de "All About Us", un remix de "Loves Me Not" descargable en internet, y la partitura en piano de Gomenasai, al reverso de este un póster del dúo.

## Sencillos
- All About Us Lanzado en septiembre de 2005

- Friend or Foe Lanzado en  diciembre de 2005

- Gomenasai lanzado en  marzo de 2006

- Loves Me Not lanzado en noviembre de 2006

## Demos/Descartes
- One Love
- I Know (dos versiones: una llamada "I Know (low pitch)" y una en colaboración con Claire Guy)
- Reach Out
- You (I Miss You)
- All My Love
- Null & Void (versión en inglés de Obezyanka Nol que luego sería lanzada en "t.A.T.u. - The Best" junto con una canción descartada de este álbum "Divine".
- Sacrifice (dos versiones: una grabada en Moscú, en colaboración también con Claire Guy y otra en Los Ángeles donde esta no se incluiría al artista anteriormente mencionado)
- Cosmos (grabada en Moscú al igual que su versión en ruso)

Cabe aclarar que estas demos son solamente de la versión en inglés, ya que este álbum al contener una versión en ruso, se amplían mucho más la cantidad de demos que existen.

## Ventas
| Galardón | País/Ventas                                                         |
| -------- | ------------------------------------------------------------------- |
| -        | Japón 62.000 > 10.000 Francia 66.000 USA 80.000 Corea del Sur 5,370 |
| Oro      | México 100.000 Taiwán 100.000 Argentina 90.000                      |
| Platino  | Rusia 300.000                                                       |